# Dhruva (réacteur)
Le réacteur de Dhruva est le plus grand réacteur nucléaire de recherche de l’Inde. C’était le premier réacteur nucléaire d’Asie proprement dite. Situé à Trombay, dans la banlieue de Mumbai, au centre de recherche atomique Bhabha (BARC), il s’agit du principal producteur indien de combustible usé contenant du plutonium de qualité militaire pour son programme d’armes nucléaires. Initialement nommé R-5, ce réacteur à piscine ouverte est entré en service pour la première fois le 8 août 1985 après 10 ans de construction. Cependant, l’unité n’a atteint sa pleine puissance qu’en 1988. Le réacteur a connu au moins un accident grave lorsque 4 tonnes d’eau lourde ont débordé du cœur du réacteur en 1985 à la suite de problèmes de vibrations.
Conçu comme une version plus grande du réacteur CIRUS, Dhruva était un projet conçu par l’Inde et conçu pour fournir une source indépendante de plutonium de qualité militaire, exempt de garanties. Le projet de Dhruva a coûté 950 millions de roupies. Le réacteur utilise de l'eau lourde (deutérium) comme modérateur et réfrigérant. Des barres de combustible revêtues d'aluminium contenant de l’uranium naturel sont utilisées pour obtenir une puissance thermique maximale de 100 mégawatts. Le réacteur peut produire 20 à 25 kilogrammes de plutonium de qualité militaire par an ,.
Dhruva (en), dans la mythologie indienne, est un prince béni à l’existence éternelle et à la gloire en tant qu’étoile polaire par Vishnu. Il peut aussi signifier « immuable » en sanskrit.